# Elisabett Månsdåtter
Elisabett Månsdåtter, var en svensk petitionär. Hon ledde år 1647 en grupp barnhemsbarn ända fram till drottning Kristina för att framlägga sina klagomål på den dåliga behandlingen på Barnhuset. 
Elisabett Månsdåtter var en föräldralös flicka placerad på Stora Barnhuset i Stockholm. Den 25 mars 1647 hade barnen på Barnhuset inte mottagit några pengar att köpa mat för på länge. De hade tvingats pantsätta sina kläder och tigga på gatan på Norrmalm för att kunna få pengar till mat. Samma dag ledde Elisabett Månsdåtter 16 av sina kamrater upp till Tre Kronor för att som medborgare begära audiens för monarken för att klaga. Barnen lyckades ta sig ända in i Rikssalen och lägga fram sina klagomål för drottning Kristina, där Elisabett Månsdåtter förde gruppens talan, en anmärkningsvärd händelse under en tid då inte ens vuxna med hög status alltid lyckades komma så långt. 
Elisabett Månsdåtter och händelsen med barnhusbarnens audiens ingick i Stadsmuseet i Stockholms utställning Svalan - ett kvarter i 1600-talets Stockholm, under 2012-januari 2015.